# Jean-Joseph Delplancq
Jean-Joseph Delplancq (Thieu, 30 janvier 1767 - Tournai, 27 juillet 1834) est le 89e évêque du diocèse de Tournai[réf. à confirmer].

## Biographie

### Formation
Jean-Joseph Delplancq a suivi l'enseignement secondaire général au collège du Rœulx. Il a ensuite étudié à l'université de Louvain.

### Prêtre
Après ses études, il est ordonné à Tournai le 18 juin 1791, par Ferdinand-Maximilien-Mériadec de Rohan, archevêque de Cambrai.
Le 29 avril 1803, pendant la période de pacification religieuse suivant le concordat du 15 juillet 1801, Delplancq devient curé de la paroisse de Ville-en-Hesbaye (diocèse de Liège). Selon les témoignages de ses contemporains, il était un bon pasteur.
En 1827, sous le royaume uni des Pays-Bas, Delplancq devint curé-doyen de la ville voisine de Hannut. Il se souciait exclusivement de l'accompagnement pastoral et s'abstint soigneusement des disputes politico-religieuses qui avaient lieu à l'époque.

### Évêque

#### Royaume uni des Pays-Bas
Lorsque le roi Guillaume Ier, en application du concordat qu'il avait conclu avec le Saint-Siège en 1827, accepta de nommer des évêques pour les sièges vacants, Delplancq fut présenté par le nonce apostolique (en) comme évêque du diocèse de Liège. Cependant, craignant que le modeste et agréable sieur Delplancq ne soit trop sous l'influence du vicaire général de Liège, Jean-Arnold Barrett, le roi Guillaume stipula la nomination du candidat dans un autre diocèse. Par conséquent, le 18 mai 1829 Delplancq fut nommé 89e évêque de Tournai. L'ordination par l'évêque de Namur Nicolas-Alexis Ondernard, a eu lieu à Namur, le 25 octobre 1829,.
Au cours des semaines qui suivirent son ordination, Delplancq avait un programme très chargé : immédiatement il se rendit à La Haye pour prêter le serment d'allégeance au roi. Par la suite, il se précipita à Gand pour y conférer, dans la cathédrale Saint-Bavon, à l'ordonand Jan Frans Van De Velde la fonction d'évêque de Gand (le 8 novembre 1829).
Il choisit comme devise épiscopale Deus Mihi Adjutor (Dieu est mon aide).
Au cours de son bref épiscopat, Delplancq fonda en 1830 le grand séminaire de Tournai  et le petit séminaire de Bonne-Espérance.

#### Royaume de Belgique
Après la révolution belge, le roi Léopold Ier prêtait serment à Bruxelles le 21 juillet 1831. Le lendemain, le 22 juillet, Jean-Joseph Delplancq a dirigé le premier Te Deum sur le territoire du nouvel état belge. Cette cérémonie a eu lieu dans la cathédrale Saints-Michel-et-Gudule en présence du nouveau roi. À l'arrière de l'église Saint-Géry de Thieu, de nombreuses images nous rappellent cette cérémonie[réf. à confirmer].
Toujours en 1831, Delplancq fonda à Tournai un établissement d'enseignement des "Frères des écoles chrétiennes". Il en fit de même en 1832 pour la ville de Péruwelz.
Le 8 avril 1832, il consacra Engelbert Sterckx pour le poste d'archevêque de Malines. En 1833, il fonda un autre institut pédagogique pour les Frères des écoles chrétiennes, cette fois à Mons.
Enfin, en 1834, peu avant sa mort, Delplancq fut cofondateur de l'actuelle université catholique de Louvain. Il signa avec les évêques belges les circulaires publiées en février et juillet 1834 concernant la structure des cours, ainsi que l'acte constitutif du 10 juin 1834.

### Décès
Jean-Joseph Delplancq meurt à Tournai le 27 juillet 1834. Les funérailles ont eu lieu à la cathédrale Notre-Dame de Tournai le 2 août 1834.

## Détails intéressants
- La chapelle de Notre-Dame de Bon-Secours a été construite dans la ville natale de Mgr Delplancq, c.à.d. à Thieu. C'était en 1934 : cent ans après le mort de l'évêque. Cette chapelle, dédiée à Mgr Delplancq, a été consacrée le 6 octobre 1935[réf. à confirmer][6].

## Succession apostolique
Jean-Joseph Delplancq a ordonné les évêques suivants :
- Évêque Jean-François Van de Velde (1829)
- Cardinal Engelbert Sterckx (1832)